# چشم‌اندازی از پل (فیلم)
چشم‌اندازی از پل (فرانسوی: Vu du pont‎) فیلمی در ژانر درام به کارگردانی سیدنی لومت است که در سال ۱۹۶۲ منتشر شد. از بازیگران آن می‌توان به مورین استیپلتون، ریمون پلیگران و وینسنت گاردنیا اشاره کرد.